# Libanothamnus neriifolius
Espèce
Synonymes
- Espeletia neriifolia (Bonpl. ex Kunth) Sch.Bip. ex Wedd.
- Espeletia neriifolia Sch.Bip.

Classification APG III (2009)
Libanothamnus neriifolius est une espèce de plantes à fleurs de la famille des Asteraceae présente en Colombie et au Venezuela.

## Synonymes
- Espeletia neriifolia (Bonpl. ex Kunth) Sch.Bip. ex Wedd.
- Espeletia neriifolia Sch.Bip.